# 孟習孔
孟習孔（1558年—1633年），字古徒，號魯難，湖廣武昌府武昌縣人。

## 生平
九月初二日生，治诗经。諸生時攻苦習業，鏤心制藝，嘗以指畫胸，衣為之穿。萬曆二十二年（1594年）甲午舉湖廣鄉試第十名舉人，二十三年（1595年）登乙未科會試第二百十二名，廷試三甲第一百三十四名進士。通政司觀政，二十四年四月授廣東香山縣知縣，調解夷漢交易纠纷。二十五年調任直隶蘇州府吴縣，织造太監纵容爪牙横行市中，激起民變，習孔陳説利害，使得太監约束部下，禍事遂熄。丁母艱歸，服闋，三十二年補高苑縣知縣，三十三年調繁曹縣，三十四年同考山東鄉試，三十六年以卓異擢南京工部主事，三十八年榷税蕪湖钞关，本年升郎中。三十九年轉南京兵部車駕司郎中，四十一年出知開封府，四十四年以卓异纪录，晋福建提學副使，以撫按官员题留，改大梁道副使，寇氛日熾，轉饷大名府，四十七年正月升本省右参政、大名兵备。天啓元年（1621年）二月升陕西左参政，料馬固原，皆立辦而成。七月升河南按察使。四年復補山東按察使，升太僕寺少卿，五年二月往河南卫彰封归四府将春运俵马。魏忠贤柄政，東林黨人楊漣首遭禍，一时楚人皆被削籍为民。五年六月習孔亦被以门户被劾，闲住歸里。崇禎初，魏忠贤被誅，復原職，不赴。行里巷間不乘不盖，如老布衣，卒年七十六。

## 家族
曾祖孟爵，乡宾。祖父孟子仲。父孟侊，知縣。母胡氏，封孺人。具庆下。弟孔心（廪生）。娶周氏。子道翼、道衍、道兴。